# 加蓬国旗
加蓬国旗自1960年起启用，是一面水平三色旗，自上而下由绿色、黄色和蓝色组成，绿色代表森林，黄色代表赤道，蓝色代表海洋。
最初的旗帜于1959年启用，与现在的旗帜类似，但三色并不等宽，左上角有法国国旗。独立后法国国旗被去掉，中间代表赤道的黄色窄条被加宽。现在的含义是代表太阳、大海和国家的自然资源（主要是原木）。

## 历代国旗
- 法属西非（1895-1958年）
- 加蓬（1959-1960年）
- 加蓬（1960年—）

## 历代总统旗
- 加蓬总统（1960—1990）
- 加蓬总统（1990—2016）
- 加蓬总统（2016-）